# Tetratoma cyanoptera
Tetratoma cyanoptera is een keversoort uit de familie winterkevers (Tetratomidae). De wetenschappelijke naam van de soort werd in 1924 gepubliceerd door George Charles Champion.